# Kinderschizofrenie
Kinderschizofrenie is een chronische psychische stoornis waarbij de werkelijkheid niet los geïnterpreteerd kan worden van hallucinaties. Het is een zeldzame ziekte die kan voorkomen bij kinderen en bestaat uit een reeks problemen op cognitief niveau. Hierdoor kunnen er hallucinaties ontstaan en kan er ongeordend gedrag worden vertoond.

## Naamgeving en kenmerken
Kinderschizofrenie komt zo’n 50 keer minder vaak voor dan schizofrenie bij volwassenen. Schizofrenie bij kinderen uit zich in dezelfde kenmerken als bij volwassenen, echter begint het in de vroege levensfasen. Als de eerste symptomen van schizofrenie voor de leeftijd van 18 jaar beginnen, wordt dit early-onset schizofrenie (EOS) genoemd. Als de eerste symptomen al voor de leeftijd van 13 jaar plaatsvinden, wordt dit very early-onset schizofrenie genoemd (VEOS). Dit heet ook wel childhood-onset schizofrenie (COS) en we spreken dan dus over kinderschizofrenie. Door de vroege start van de psychische aandoening, ontstaan er obstakels voor de ontwikkeling van het kind. Meer dan de helft van de kinderen die in hun kindertijd schizofrenie ontwikkelen, tonen een verstoring in de ontwikkeling van de hersenen in vergelijking met de hersenen van volwassenen met schizofrenie. Uit onderzoek blijkt dat kinderschizofrenie met dezelfde criteria gediagnosticeerd kan worden als schizofrenie bij volwassenen. De klinische symptomen komen overeen met de symptomen van volwassen met schizofrenie en deze symptomen nemen ook bij kinderen af na het slikken van haloperidol, een medicijn dat psychoses vermindert.

## Geschiedenis
De diagnose kinderschizofrenie viel vroeger onder de term "autisme". Er was toen nog te weinig bekend om deze syndromen als losse entiteiten te zien. Dit veranderde nadat Leo Kanner en Michael Rutter in 1943 een onderzoek deden en er meer bekend werd over autisme en kinderschizofrenie als losse eenheden. Volgens Rutter was het door elkaar lopen van de diagnose van autisme en kinderschizofrenie een probleem, omdat de behandeling van autisme en kinderschizofrenie in de meeste gevallen verschillen. De onderzoeker Howard Potter maakte in 1933 echter voor het eerst een concreet onderscheid tussen autisme en kinderschizofrenie.

## Onderzoek
In een studie van Bender zijn honderden kinderen met schizofrenie onderzocht. Deze kinderen toonde alle honderd kenmerkende verstoringen die elk geuit werden in een gedragspatroon. Elk schizofreen kind reageerde op de psychose op een manier bepaald door zijn eigen persoonlijkheid, inclusief de infantiele ervaringen en het niveau van rijping van de persoonlijkheid. De meeste kinderen met schizofrenie brengen veel tijd lezend door; de meesten vertonen een versnelde ontwikkeling in taalgebieden in tegenstelling tot prestatiefunctioneren. De problemen van het schizofrene kind zijn de problemen van alle opgroeiende kinderen, maar het patroon wordt gewijzigd door gemengde neigingen tot expansies en contracties, versnellingen en regressies die configuratietendensen volgen die specifiek zijn voor schizofrenie.
Een ander onderzoek van Prabhudesai S, Patel R. en Verma S. heeft gekeken naar de kans op zelfmoord onder kinderen met schizofrenie. Hiervoor zijn psychiatrische patiënten tussen de 6 en 12 jaar onderzocht. Er werd gekeken naar het verschil tussen kinderen met schizofrenie en kinderen met andere psychiatrische stoornissen, met betrekking tot de kans op zelfdoding. Hieruit bleek dat kinderen met schizofrenie 31 tot 33% meer kans hadden op het plegen van zelfmoord.

## Oorzaken
Het is nog niet helemaal duidelijk wat de oorzaken van kinderschizofrenie precies zijn. Wetenschappers suggereren dat de oorzaak van de ontwikkeling van schizofrenie bij kinderen overeenkomt met die bij volwassenen en beïnvloed wordt door een combinatie van genetische factoren, de chemie van de hersenen en omgevingsfactoren. De vatbaarheid voor schizofrenie kan worden overgedragen door zogenaamde vatbaarheidsgenen. De individuele genen hebben op zichzelf weinig tot geen effect. Wel kunnen ze zorgen voor een verhoogd lateraal ventrikelvolume, schizotypische persoonlijkheid of subtiele cognitieve problemen. Meerdere van deze genen samen zouden wel een cumulatief effect kunnen hebben en ervoor kunnen zorgen dat psychoses ontwikkeld kunnen worden. De ontwikkeling van psychoses hangt echter ook af van de omgevingsfactoren waarin de betreffende persoon zich bevindt. De vatbaarheidsgenen kunnen niet als een verklaring worden gezien voor de ontwikkeling van schizofrenie. Los hiervan lopen kinderen van ouders met schizofrenie een verhoogd risico op het ontwikkelen van schizofrenie, wat een aanwijzing is dat genetische aanleg een rol speelt.
Uit onderzoek blijkt dat de omgeving waarin een persoon opgroeit een invloed kan hebben op de ontwikkeling van schizofrenie. Hierbij zijn mensen die in een stad wonen gevoeliger voor het ontwikkelen van schizofrenie. Virale infecties aan het centrale zenuwstelsel tijdens de kindertijd en complicaties tijdens de zwangerschap en bij de geboorte kunnen ook invloed hebben op het ontwikkelen van schizofrenie. Om de mechanismen die van complicaties tijdens de zwangerschap en geboorte die mogelijk een oorzaak kunnen zijn voor het ontwikkelen van schizofrenie te begrijpen, is er echter meer onderzoek nodig.
Schizofrenie kan ook ontstaan door structurele afwijkingen in de hersenen. Onderzoek dat werd uitgevoerd met behulp van MRI toonde aan dat mensen met grote laterale ventrikels meer kans hebben op het ontwikkelen van schizofrenie. Een verkleining van de hippocampus kan ook worden gezien als een mogelijke oorzaak van schizofrenie. Ook kunnen verstoringen in de hersenontwikkeling een rol spelen bij de ontwikkeling van schizofrenie op jonge leeftijd. Premorbide ontwikkelingsstoornissen, waaronder taal-, motorische en sociale tekortkomingen, zijn voorbeelden hiervan. Drugsgebruik bij mensen met een bepaalde genetica, kan een rol spelen in de ontwikkeling van schizofrenie. Vooral het gebruik van cannabis op jonge leeftijd kan zorgen voor een verhoogde kans op psychoses. Dit komt vooral voor bij mensen waar er aanleg voor het hebben van psychoses in de familie zit.

## Symptomen
De tekenen en symptomen van schizofrenie zijn bij kinderen en tieners gelijk aan die bij volwassenen, maar de aandoening is moeilijker te herkennen in deze jonge leeftijdsgroep. Vroege symptomen bevatten onder andere problemen met denken, waarbij het kind moeite heeft met redeneren, bizarre ideeën of uitspraken maakt en dromen of televisie met de werkelijkheid verwart. Gedragsmatige symptomen kunnen zich uiten in het isoleren van vrienden en familie, moeite ervaren met slapen, een gebrek aan motivatie hebben, dagelijkse taken zoals aankleden niet uitvoeren en het uiten van gewelddadig of agressief gedrag. Wat betreft emoties vallen een prikkelbare of bedrukte gemoedstoestand, een gebrek aan emotie of het vertonen van emoties die ongepast zijn voor de situatie, opmerkelijke angsten en overmatig wantrouwen van anderen onder de vroege tekenen.
Latere symptomen:
- Waanideeën
- Hallucinaties
- Ongeorganiseerd denken
- Extreem ongeorganiseerd of abnormaal motorisch gedrag
- Negatieve symptomen (verminderd vermogen om normaal te functioneren)

In een onderzoek onder 16 kinderen die met schizofrenie gediagnosticeerd waren, werd gevonden dat ieder kind hallucinaties en waanideeën ervaarde. Deze hallucinaties waren voornamelijk auditief, waarbij de kinderen stemmen hoorden; die van o.a. familieleden, andere mensen, dieren en kwaadaardige krachten. De waanideeën kwamen meestal gepaard met de hallucinaties. Deze werden gekenmerkt als achtervolgend en somatisch. De kinderen gaven ook aan ‘bedreigd te worden’ door de hallucinaties, waarbij ze geloofden dat het praten over of niet gehoorzamen van de stemmen henzelf of hun dierbaren zou schaden. Dit onderzoek steunde de observatie dat kinderschizofrenie dezelfde manifestaties heeft als schizofrenie bij volwassenen.

## Gevolgen
Zoals eerder genoemd kunnen kinderen met schizofrenie een reeks uitdagende symptomen ervaren die een grote impact kunnen hebben op zowel het kind als de directe omgeving. Kinderschizofrenie kan leiden tot concentratieproblemen, moeite met het begrijpen en verwerken van informatie en kan uiteindelijk het vermogen om te leren en te presteren op school verminderen. Kinderen met schizofrenie kunnen moeite hebben om sociale relaties aan te gaan en te onderhouden. Dit kan leiden tot isolatie en het gevoel van eenzaamheid vergroten.
Onderzoek heeft aangetoond dat kinderschizofrenie kan leiden tot een verhoogd risico op het ontwikkelen van andere psychische stoornissen zoals depressie, angststoornissen of ADHD. Dit kan de prognose verder bemoeilijken.
De symptomen van schizofrenie kunnen het dagelijks functioneren van het kind en zijn of haar familie verstoren. Dit kan variëren van slaapproblemen tot moeilijkheden bij het uitvoeren van dagelijkse taken zoals persoonlijke hygiëne. Schizofrenie, ook bij kinderen, is een chronische aandoening die langdurige behandeling en monitoring vereist. Dit kan een aanzienlijke belasting vormen voor zowel het kind als de omgeving met regelmatige afspraken bij psychiaters, therapeuten en andere zorgverleners. De zorg voor een kind met schizofrenie kan buitengewoon stressvol zijn voor het gezin. Deze families ervaren een enorme druk en ontvangen vaak weinig informatie over de ziekte en vooral ook hoe om te gaan met hun familielid met een geestelijke gezondheidsuitdaging.

## Behandeling
De behandeling van kinderschizofrenie vereist een combinatie van medicamenteuze en niet-medicamenteuze benaderingen. Niet-medicamenteuze interventies omvatten counseling voor de patiënt en hun familie, psychologische ondersteuning, gedragstherapie, sociale en cognitieve revalidatie, assistentie bij sociale en schoolactiviteiten, verbetering van sociale vaardigheden en gezinsondersteuning. Farmacologische behandeling is belangrijk voor het bereiken van remissie en het beheersen van zowel positieve als negatieve symptomen.
Behandelingen voor kinderschizofrenie omvatten het gebruik van antipsychotische therapie (AT), waarvan de effectiviteit is bevestigd door verschillende onderzoeken. Een vroege diagnose en behandeling spelen een cruciale rol bij het verbeteren van de prognose van de aandoening. Neuroleptica werken door de dichtheid van dopamine-receptoren te verlagen, waardoor symptomen zoals wanen, hallucinaties en agressief gedrag verminderen.
Atypische antipsychotica worden vaak voorgeschreven vanwege hun lagere kans op bijwerkingen en hun effectiviteit bij kinderen. Tussen 2015 en 2020 heeft de FDA haar goedkeuring uitgebreid voor het gebruik van atypische antipsychotica bij kinderen vanaf 5 jaar, inclusief medicijnen zoals risperidon en aripiprazol voor de behandeling van symptomen zoals agressie bij autisme en schizofrenie. Andere geneesmiddelen, waaronder quetiapine, olanzapine en ziprasidon, zijn ook goedgekeurd voor gebruik bij adolescenten.